# Orang Laut

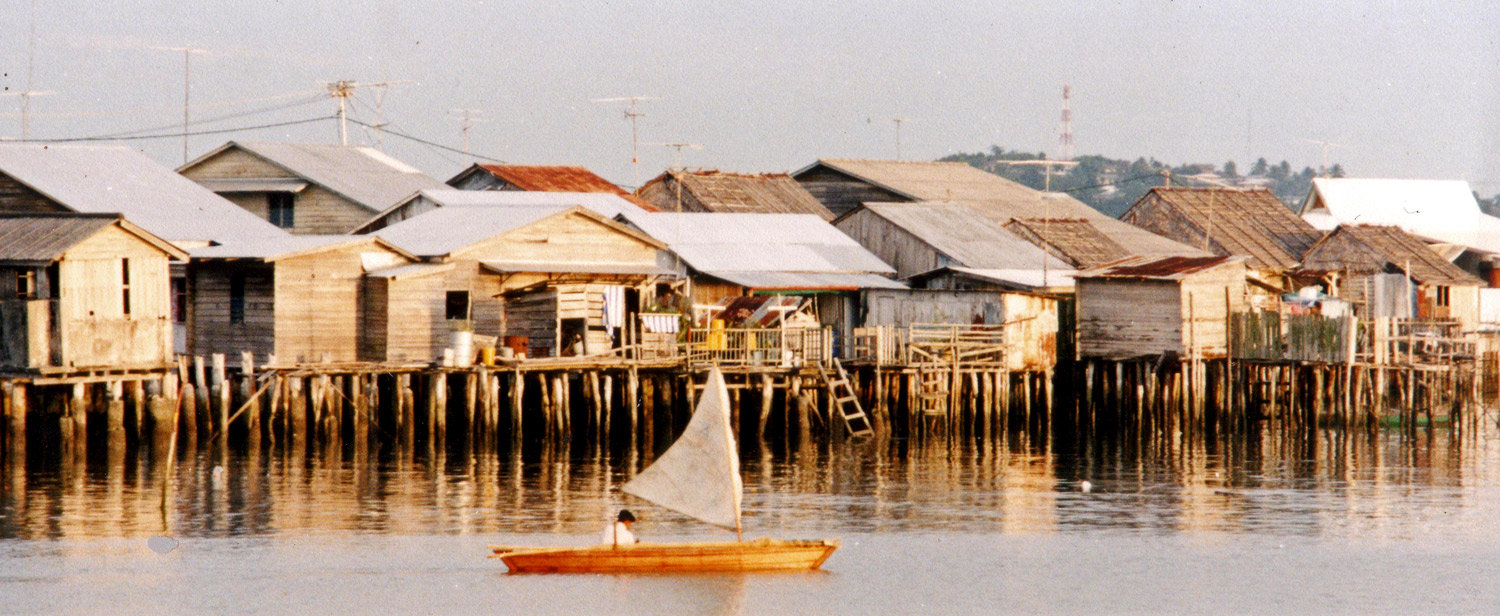
Ein Pfahlbautendorf der Orang Laut auf den Riau-Inseln

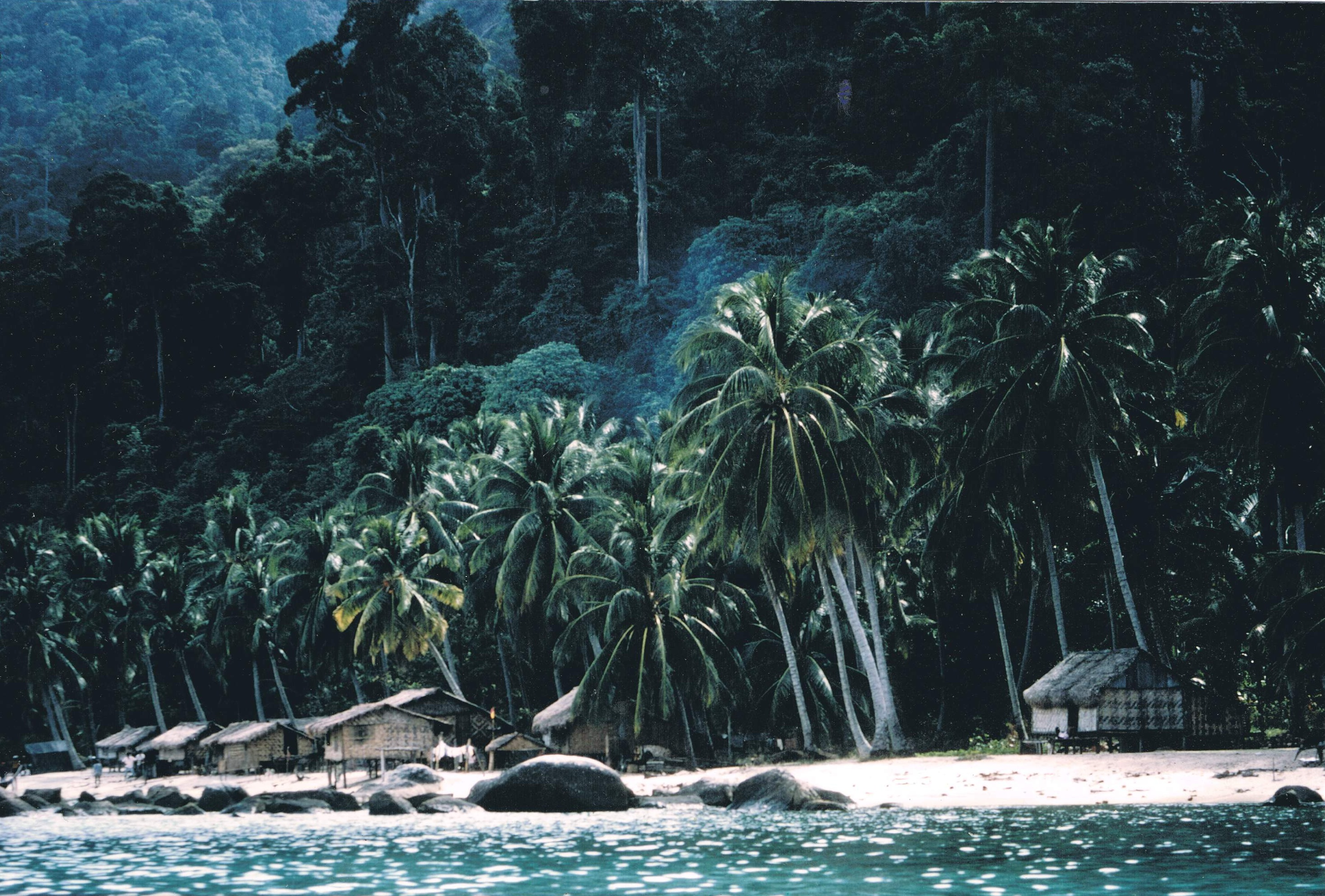
Siedlung von Urak Lawoi auf Ko Adang (Nationalpark Tarutao)

Die Orang Laut, auch „Seevolk“ genannt, sind ein Überbegriff für ethnischen Gruppen, die in den Küstengewässern des südöstlichen Sumatra, Batam, dem südlichen Johor und den Riau-Inseln von Indonesien leben. Aufgrund ihrer Lebensweise in Booten zählten sie zu den sogenannten Seenomaden.

## Ethnologische Abgrenzung

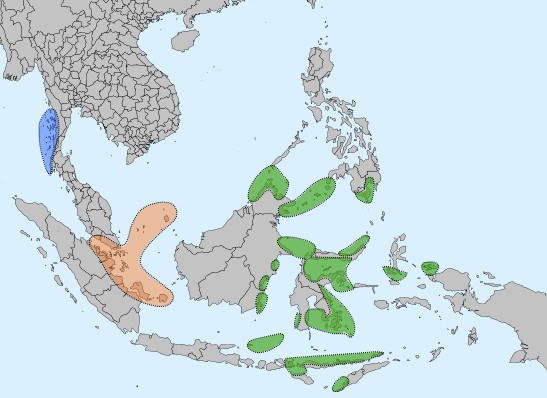
Regionen, die von „Seenomaden“ bewohnt werden.
Orang Laut
Moken
Bajau

Bis in die zweite Hälfte des 20. Jahrhunderts wurde angenommen, dass alle Seenomaden Südostasiens in einem direkten ethnolinguistischen Zusammenhang stehen. Die neuere Forschung zeigt jedoch, dass drei Hauptgruppen mit eigenen kulturellen und linguistischen Charakteristika zu unterscheiden sind:
- Die Moken und die mit ihnen verwandten Moklen des burmesisch-thailändischen Mergui-Archipels,
- die Orang Laut in den Küstengewässern des südöstlichen Sumatra, Batam, dem südlichen Johor und den Riau-Inseln von Indonesien,
- die Bajau Laut des Sulu-Archipels, Ostborneo, Sulawesi und den Inseln des östlichen Indonesiens.

Mit Ausnahme einer kleinräumigen Überschneidung bei den Moken und Orang Laut sind die drei Gruppen in verschiedene geographischen Regionen anzutreffen.

## Etymologie
Der malaiische Ausdruck Orang Laut bedeutet Leute des Meeres. Andere bekannte Bezeichnungen in der malaiischen Sprache sind Lanun, Celates und Orang Selat.
Weitere Bezeichnungen lokaler Gruppen sind Mantong, Barok, Sekah, Rayat und Kuala. Eine Quelle von Missverständnissen im malaiischen Sprachraum liegt im Übrigen in der pauschalen Anwendung des Ausdrucks Orang Laut für malaiisch-sprechende Küstenbewohner.

## Geschichte
In der Geschichtsschreibung tauchen die orang laut meistens als Piraten auf. Allerdings spielten sie auch eine bedeutende Rolle im Reich Srivijaya, im Sultanat von Malakka und im Sultanat von Johor. Sie patrouillierten die angrenzenden Meeresgebiete und sorgten ihrerseits für einen Schutz vor Piraten. Außerdem lotsten sie Handelsschiffe in die Häfen ihrer Herrscher und trugen so zur Dominanz des jeweiligen Reiches bei.
Eda Green schrieb 1909:

Urak-Lawoi-Fischerjunge von Ko Lipe (Nationalpark Tarutao), z. T. vom Meerwasser erblondet

“The Lanuns, supposed to have come from the Philippines, are Mohammedans and are dying out; they were one of the most aggressive tribes in their wild piracy, raiding not only the coasts, but stealing away the children of the Dusuns and Ida'an.”

„Die wahrscheinlich von den Philippinen kommenden Lanuns sind Mohammedaner und sterben aus; sie zählen zu den streitsüchtigsten Piratenstämmen, die nicht nur die Küsten verwüsten, sondern auch die Kinder der Dusun und Ida'an fortschleppten.“

## Untergruppen der Orang Laut
Folgende Untergruppen zählen zu den Orang Laut:
1. Duano; diese Untergruppe ist in Ostsumatra beheimatet
2. Urak Lawoi, diese Untergruppe bewohnt die Inseln vor der Westküste Thailands von Phuket bis zur Inselgruppe Adang/Rawi. Ihr Lebensraum überschneidet sich partiell mit dem der Moken.

## Kultur

### Boote der Orang Laut

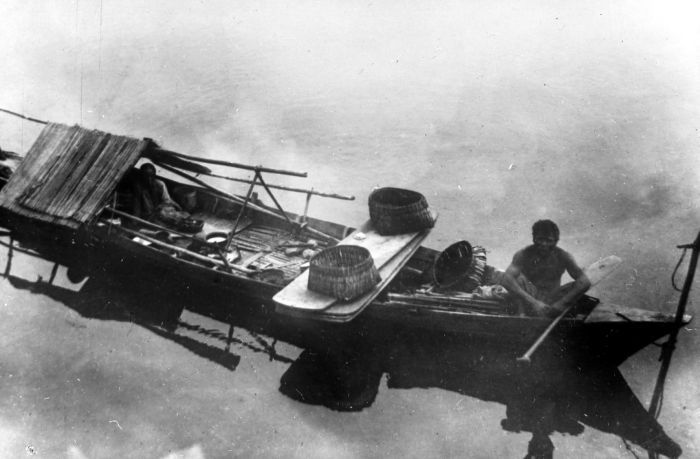
Eine Orang-Laut-Familie auf ihrem Boot, etwa 1914–1921

Die typischen Boote der Orang Laut, die bis zur ersten Hälfte des 20. Jahrhunderts benutzt wurden, waren bemerkenswerterweise sehr einheitlich gehalten. Sie basieren auf der Form eines Kanus, sind jedoch mit ein oder zwei zusätzlichen Planken versehen, um den Freibord zu vergrößern. Das Boot trägt achtern einen Aufbau aus geschlitztem Bambus. Am Heck befindet sich eine Feuerstelle und der Kochbereich. Die Boote sind leicht und hervorragend manövrierfähig. Die Crew besteht immer aus einer einzelnen Familie.

### Fischerei
Im Gegensatz zu den benachbarten Malaien fischten die Orang Laut üblicherweise mit Speer und Harpune statt mit Netzen und Fallen. Bei den Duano entwickelte sich daraus eine hochspezialisierte Jagdmethode im Brackwasser und in Mangrovensümpfen.